# زنبق بوسني
الزنبق البوسني (باللاتينية: Lilium bosniacum) نوع نباتي ينتمي إلى جنس الزنبق من الفصيلة الزنبقية. موطنه البوسنة والهرسك.

## الوصف
البصيلة: بيضاوي الشكل ، قطره 6-7 سم ، مصفر.
الساق: 30-90 سم.
الأوراق: متناثرة بكثافة ، أفقية مع أطراف منحنية لأعلى ،ضيقة بحواف مشعرة قليلاً.
الأصل: البوسنة والهرسك.